# Рижов Юрій Олексійович
Ю́рій Олексі́йович Рижо́в (* 28 жовтня 1930, Москва, Російська РФСР — пом. 29 липня 2017, Москва, Росія) — радянський і російський вчений у галузі механіки рідини і газу, політичний і громадський діяч, дипломат, академік РАН (1987; член-кореспондент (з 1981)), доктор технічних наук, екс-посол РФ у Франції.

## Біографічні дані
У 1954 році закінчив Московський фізико-технічний інститут за спеціальністю «Механіка». Студентом почав співпрацювати в ЦАГІ (Жуковський) і працював там до 1958 року, займався експериментальною і теоретичною аеродинамікою ракет «повітря-повітря», «земля-повітря».
З 1958 по 1961 роки працював в Дослідницькому центрі імені М. В. Келдиша (тоді НДІ-1), куди перейшов на запрошення академіка Г. І. Петрова, займався дослідженнями в області аеродинаміки великих швидкостей.

## Науково-викладацька діяльність
В 1961—1992 роках і з 1999 року працює в Московському авіаційному інституті: доцент, професор, проректор, ректор (1986—1992), завідувач кафедрою аеродинаміки з 2003 року.

## Суспільно-громадська діяльність
Член КПРС з 1960 по 1990 роки. У 1989—1992 роках — народний депутат СРСР.
В 1989–1991 — член Президії Верховної Ради СРСР, голова Комітету Верховної Ради СРСР з науки і технологій. Один з організаторів Міжрегіональної депутатської групи З'їзду народних депутатів СРСР.
У 1990–1991 — Перший заступник голови Вищого політичної консультативної ради при Голові Верховної Ради РРФСР.
У 1991 році — Голова Комітету Ради Союзу Верховної Ради СРСР з науки, технологій та освіти і член Політичної консультативної ради при Президенті СРСР.
В 1991–1998 роках — Надзвичайний і Повноважний Посол Росії в Франції.
В 1992–1993 — член президентської консультативної ради РФ, з 1993 року — член Президентської ради РФ.
З 1994 року — президент Міжнародного інженерного університету.

## Громадянська позиція щодо України
2014 року підписав заяву вчених проти розпалювання ворожнечі до України в російських ЗМІ.

## Смерть та поховання
Помер 29 липня 2017 року у Москві.
Прощавально-поховальна церемонія відбулася 2 серпня у Сахаровському центрі в Москві.